# The Machine: Bride of Pin-Bot
The Machine: Bride of Pin-Bot (estilizado como The Machine: Bride of PIN•BOT) es una mesa de pinball diseñada por Python Anghelo y John Trudeau (Dr. Flash), y lanzado por Williams en 1991. Es el segundo juego de la serie Pin-Bot y es el último juego producido por Williams que utiliza una pantalla de puntuación segmentada en lugar de una pantalla de matriz de puntos. También es uno de los pocos juegos de pinball producidos que utiliza una pantalla segmentada de brillo variable.[cita requerida]

## Reglas
La trama principal de The Machine gira en torno al robot femenino del mismo nombre, que constituye la mayor parte del campo de juego. El robot comienza el juego en un estado semi-terminado, lo que requiere que el jugador active sus circuitos de voz y sus ojos, y luego haga que se transforme en una mujer humana. Cada uno de estos eventos ocurre cuando el jugador hace tiros por la rampa izquierda para bloquear las bolas. Un modo multibola de dos bolas comienza una vez que el jugador bloquea dos bolas como sus "ojos", lo que le permite "ver". Durante la multibola, el bloqueo de las dos bolas nuevamente comienza su metamorfosis en una mujer completamente humana. La máquina vuelve a ser un robot incompleto cuando finaliza la multibola.
La rampa izquierda se alimenta en dos áreas: un campo de juego elevado estilo pachinko similar al de Pin-Bot, que puede dejar caer la bola en el campo de juego principal o en el carril de tiro; y un área cerrada que contiene una caja giratoria con varios estados faciales de The Machine en cada lado. La caja contiene guías elevadas y orificios según la cara que se muestre. Al lado de la rampa izquierda hay un platillo que contiene la rueda pequeña. En el modo de una sola bola, disparar este platillo otorga un premio aleatorio de rueda pequeña, que incluye encender un premio mayor cronometrado. Durante la multibola y después de la Metamorfosis, el jugador debe bloquear ambas bolas para hacer girar la Gran Rueda, que otorga premios aleatorios más grandes, incluida la iluminación de la rampa central (llamada "Rampa de latidos") en un intervalo de tiempo para un tiro por valor de mil millones de puntos. (Anotar este tiro al menos una vez hace que el puntaje del jugador se registre en una lista especial de puntajes altos del "Billionaire Club", separada de la tabla principal de puntajes altos. )
Una vez que se activan sus circuitos de voz, The Machine proporciona comentarios de voz al jugador sobre sus tiros. La voz de The Machine está a cargo de la cantante de Chicago Stephanie Rogers. Debido a los matices sexuales en algunos de sus discursos, el juego incluye una configuración de "moderación" que evita que se reproduzcan algunos clips. La voz sintetizada original de Pin-Bot también aparece en el juego.

## Versiones digitales
The Machine estuvo disponible en The Pinball Arcade para varias plataforma hasta el 30 de junio de 2018 junto con Pin-Bot y Jack-Bot cuando expiró la licencia de WMS. También se ha recreado extraoficialmente para Virtual Pinball y Visual Pinball.